# Municipio de Jackson (condado de Newton, Indiana)
El municipio de Jackson (en inglés: Jackson Township) es un municipio ubicado en el condado de Newton en el estado estadounidense de Indiana. En el año 2010 tenía una población de 382 habitantes y una densidad poblacional de 4,02 personas por km².

## Geografía
El municipio de Jackson se encuentra ubicado en las coordenadas 40°57′53″N 87°20′30″O / 40.96472, -87.34167. Según la Oficina del Censo de los Estados Unidos, el municipio tiene una superficie total de 94.92 km², de la cual 94,85 km² corresponden a tierra firme y (0,08 %) 0,07 km² es agua.

## Demografía
Según el censo de 2010, había 382 personas residiendo en el municipio de Jackson. La densidad de población era de 4,02 hab./km². De los 382 habitantes, el municipio de Jackson estaba compuesto por el 97,64 % blancos, el 1,05 % eran de otras razas y el 1,31 % eran de una mezcla de razas. Del total de la población el 4,45 % eran hispanos o latinos de cualquier raza.